# Yurlinsky (huyện của Yurla)
Huyện Yurlinsky (tiếng Nga: ? райо́н) là một huyện hành chính tự quản (raion), của Vùng Perm, Nga. Huyện có diện tích 3814 kilômét vuông, dân số thời điểm ngày 1 tháng 1 năm 2000 là 13900 người. Trung tâm của huyện đóng ở Yurla.